# Платибелодон
Платибелодон (Platybelodon) — рід вимерлих хоботних, що існував в епоху міоцену близько 15—4 млн років тому. Мешкали у Африці, Європі, Азії і Північній Америці
Платибелодони були схожі на сучасних слонів, проте мали чотири бивні. Верхні бивні були вкорочені та спрямовані косо вперед і вниз. У витягнутій нижній щелепі обидва плоскі передні різці були зрослими й перетворилися на своєрідну лопатку. Платибелодони досягали завдовжки до 6 м і заввишки до 2,8 м. Ці тварини жили в стадах і важили до 4,5 тонн.
Передбачається, що платибелодони населяли болотисті місцевості саван і виривали своїми нижніми лопатоподібними бивнями та за допомогою хобота болотні рослини, а верхніми здирали з дерев кору.
Платибелодони були близькими родичами амебелодонів (родини Гомфотерії). В Європі знайдений їхній спільний пращур  — археобелодон.